# Princ Mamánek
Princ Mamánek je česká filmová pohádka Jana Budaře z roku 2022. Budař ji natočil jako svůj režisérský debut podle své knihy a svého scénáře, hraje titulní postavu a k filmu i složil hudbu.

## Výroba
Film se točil od září 2021, např. na zámku Dětenice či u Lednice, v Žehrovské oboře a ve skalách a lesích na Kokořínsku.
Hudbu nahrál Budař s Filharmonií Brno.

## Obsazení
| Jan Budař              | princ Ludvík                      |
| Ondřej Vetchý          | rytíř Leonardo Hudroval z Dětenic |
| Martin Huba            | král Radomil                      |
| Jana Nagyová           | královna Ludmila                  |
| Veronika Khek Kubařová | Běta                              |
| Vladimír Javorský      |                                   |
| Bolek Polívka          | hrobař Hrouda                     |
| Jaroslav Plesl         |                                   |